# Kim Seung-yong
Kim Seung-Yong (Seoul, 14 maart 1985) is een Zuid-Koreaans voetballer.

## Carrière
Kim Seung-Yong speelde tussen 2004 en 2011 voor FC Seoul, Gwangju Sangmu Phoenix, Jeonbuk Hyundai Motors en Gamba Osaka. Hij tekende in 2012 bij Ulsan Hyundai FC.